# Nationaler Pakt für Ausbildung und Fachkräftenachwuchs
Die deutsche Bundesregierung und Spitzenverbände der deutschen Wirtschaft schlossen am 16. Juni 2004 den Nationalen Pakt für Ausbildung und Fachkräftenachwuchs, umgangssprachlich Ausbildungspakt genannt, für die Dauer von 3 Jahren, um eine Trendwende auf dem Ausbildungsmarkt zu erreichen. Jedem ausbildungswilligen und -fähigen Jugendlichen sollte ein Ausbildungsangebot gemacht werden um den Fachkräftenachwuchs zu sichern.

## Bilanz / Kritik
Im Jahr 2004 hatte die damalige Regierung lange für eine Ausbildungsplatzabgabe gestritten, welche mit finanziellen Anreizen die Lehrstellensituation verbessern sollte. Am 7. Mai 2004 wurde die Ausbildungsplatzabgabe zwar im Bundestag mit den Stimmen der Regierungskoalition verabschiedet. Zunächst solle das Gesetz jedoch „unbearbeitet liegenbleiben“, falls ein Pakt mit der Wirtschaft zustande komme. Kurze Zeit später wurde mit den Wirtschaftsverbänden die entsprechende Vereinbarung und somit der sogenannte Ausbildungspakt unterzeichnet. Seitens der Gewerkschaften gab es von Beginn an Kritik: Der DGB war nach wie vor überzeugt, dass es bei Einführung einer Ausbildungsplatzabgabe zu einer breiteren Beteiligung der Unternehmen an Ausbildung gekommen wäre.
Die formalen Vereinbarungen des Pakts wurden zwar weitgehend eingehalten, dennoch wurden viele Probleme nicht gelöst:
Immer mehr Jugendliche wichen auf Schulen aus:
- 1992: 73.000
- 2005: 132.000

Die Zahl der Jugendlichen, die sich ohne Ausbildung direkt einen Job suchten, stieg um mehr als das Dreifache.
- 1992: 23.300
- 2005: 82.600

Es fehlten weiterhin mehr als 100.000 betriebliche Ausbildungsplätze: Trotz neu geworbener Stellen ging die Zahl der betrieblichen Ausbildungsplätze zurück, das Verhältnis zwischen Angebot und Nachfrage verschlechterte sich weiterhin. Es gab keine Veränderung bei der Ausbildungsbereitschaft der Betriebe, nur ca. 23 % bildeten aus. Der Pakt und speziell das Einstiegsqualifizierungsjahr lösten einen großen Verwaltungsaufwand aus, der ganzjährig erbracht werden musste. Trotz vielerlei Kritik beschlossen Ende Januar 2006 Bundesministerien und Wirtschaftsverbände eine Verlängerung des Pakts bis 2010.
Die Bundesagentur für Arbeit hat ihre Bilanz der Berufsberatungen für 2005 / 2006 am 11. Oktober 2006 vorgelegt. Danach waren am Stichtag am 30. September 2006 noch 49.500 Bewerber ohne Ausbildungsvertrag. Das waren über 9.000 Bewerber mehr als am 30. September 2005. Es seien nur noch 15.400 freie Lehrstellen bei der Bundesagentur gemeldet.
Der Lenkungsausschuss zum Ausbildungspakt hat in seiner  Sitzung vom 26. Oktober 2010 beschlossen, den Ausbildungspakt bis 2014 mit neuen Schwerpunkten fortzusetzen und neue Partner aufzunehmen. Als neue Partner mit eigenen Beiträgen wirken künftig beim Pakt mit: die Kultusministerkonferenz (KMK) und die Integrationsbeauftragte der Bundesregierung. Mit ihrem Beitritt gewinnt der Pakt wertvolle Unterstützung für die Umsetzung der Paktziele und der neuen Schwerpunkte.
Zudem wurde von den bisherigen Paktpartnern eine positive Zwischenbilanz auf dem Ausbildungsmarkt gezogen.    